# Mishkín-Qalam
Mishkín-Qalam (in arabo مشكن قلم‎?), al secolo Mírzá Ḥusayn-i Isfahání (1826 - 1912) fu un eminente Bahá'í e uno dei diciannove Apostoli di Bahá'u'lláh, oltre che un famoso calligrafo persiano del XIX secolo.

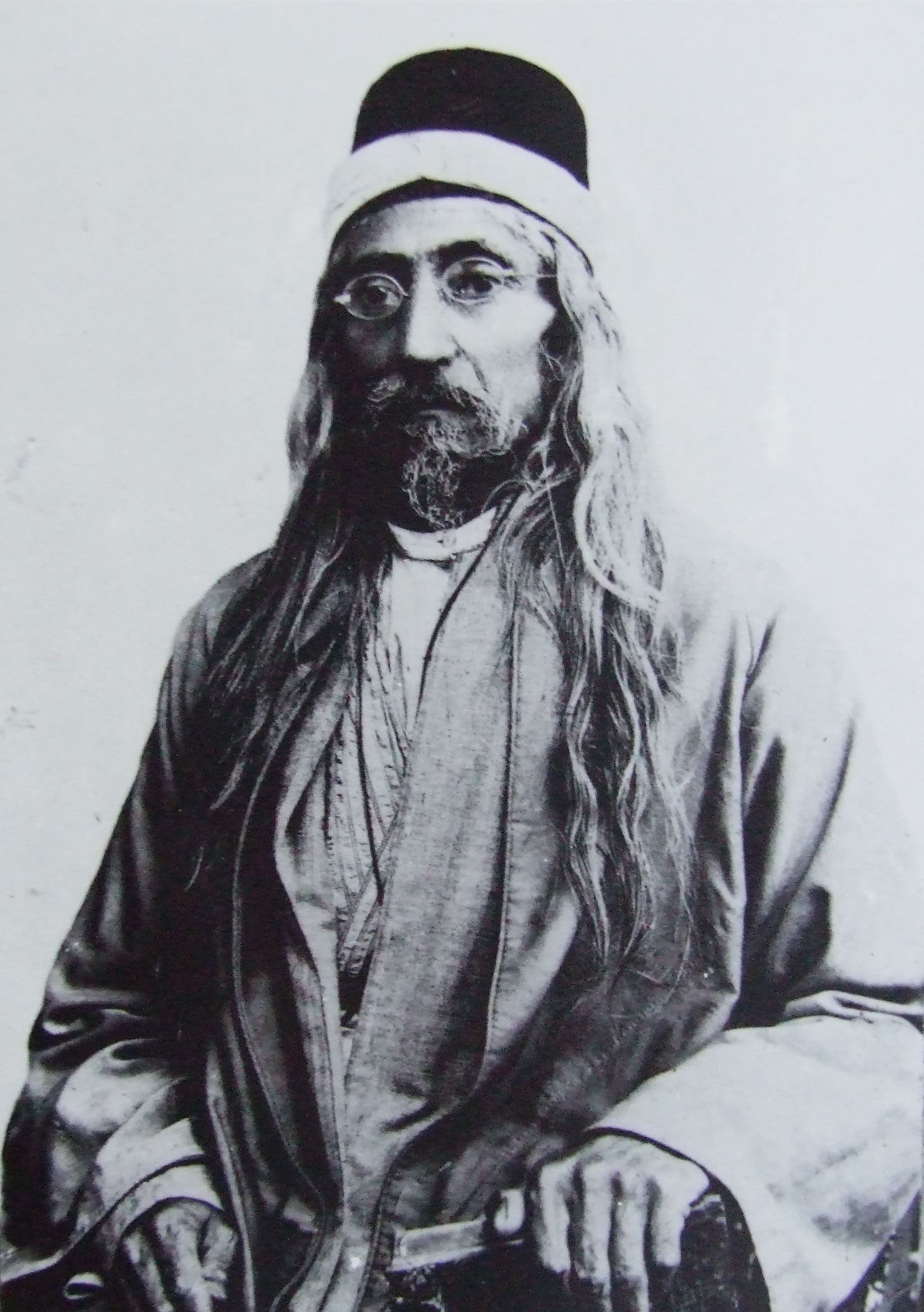
Mishkín-Qalam

Mishkín-Qalam è l'autore della trasposizione calligrafica del simbolo del Più Grande Nome usato universalmente in ambito Bahai.

## Biografia
Mishkín-Qalam nacque a Shiraz ma abitava ad Isfahan, dove ebbe i primi contatti con la religione bahai.
Recatosi a Baghdad approfondì il tema bahai con Zaynu'l-Muqarrabín e Nabíl-i-A`ẓam, ma non aderì alla Fede bahai finché non si recò a Edirne e vi incontrò Bahá'u'lláh, il fondatore della Fede bahai.
Prima di diventare Bahai era un Sufi della confraternita Nematollahi ed era anche un provetto astronomo.

### Prigionia
Mishkín-Qalam fu inviato da Bahá'u'lláh a Istanbul dove iniziò a diffondere la Fede attraverso la sua arte e l'insegnamento dei principi bahai. Tale sua attività missionaria trovò le rimostranze dell'ambasciatore persiano che se ne lamentò con le autorità turche che procedettero al suo arresto.
Quando Bahá'u'lláh fu esiliato ad Acri, Mishkín-Qalam fu esiliato a Cipro con i seguaci di Subh-i-Azal, e vi rimase prigioniero, a Famagosta, dal 1868 al 1877.
Con l'uscita di Cipro dal controllo dell'Impero ottomano Mishkín-Qalam fu liberato. Fatto ritorno ad Acri nel 1886 vi rimase fino alla morte di Bahá'u'lláh nel 1892. Successivamente si recò in Egitto, a Damasco e in India dove rimase fino al 1905 per tornare poi ad Haifa dove rimase fino alla morte nel 1912.

## Calligrafia

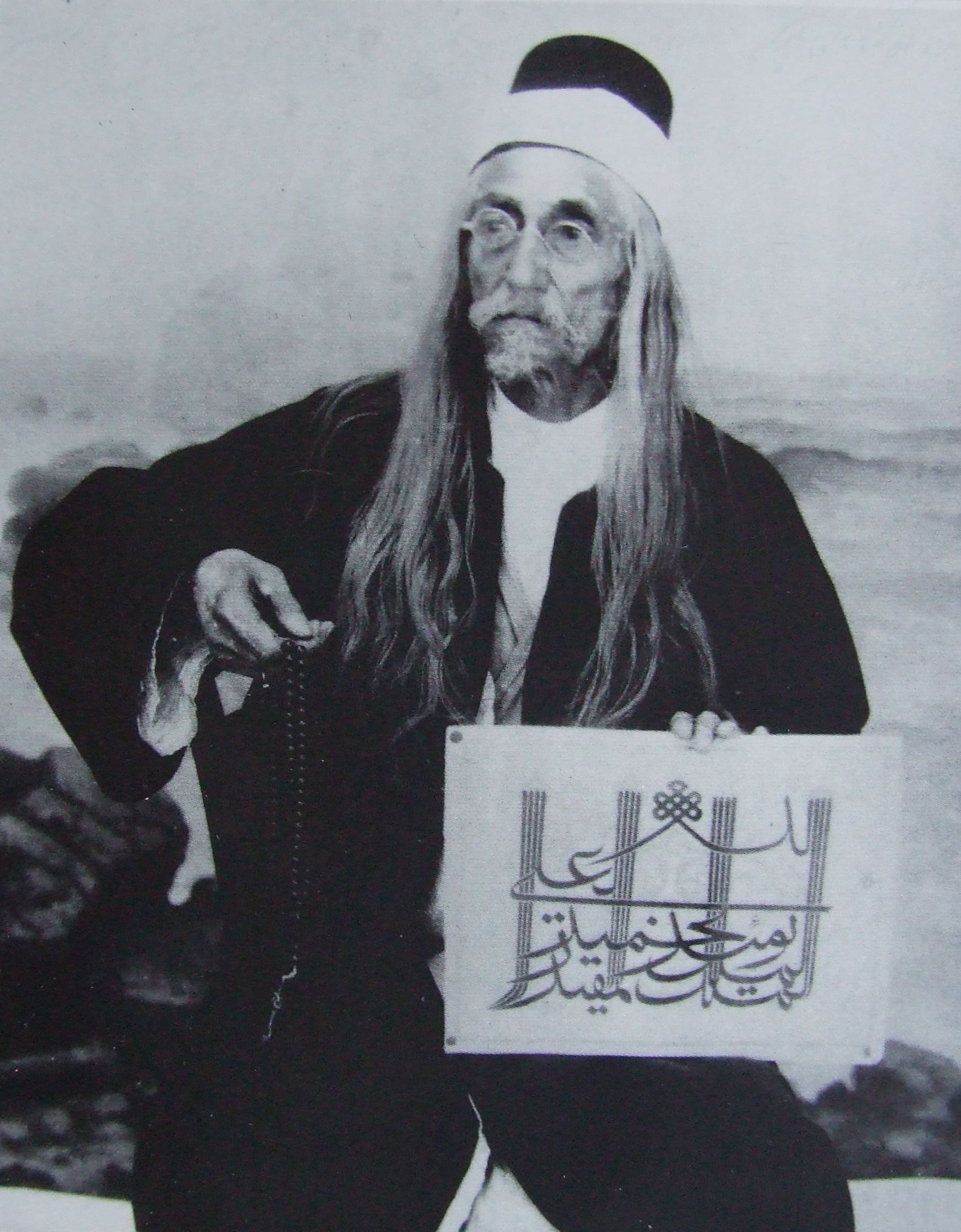
Mishkín-Qalam

Mishkín-Qalam fu un rinomato calligrafo, 'Abdu'l-Bahá lo definì il secondo Mir Emad Hassani, il più famoso calligrafo del XVI secolo della dinastia safavide  e forse il più celebre calligrafo persiano in assoluto.
L'arte calligrafica di Mishkín-Qalam era riconosciuta anche negli ambienti governativi di Teheran specie per la versatilità di adattarsi a stili diversi.
Durante il suo soggiorno a Edirne, al tempo della sua visita a Bahá'u'lláh, riprodusse la frase Yá Bahá'u'l-Abhá, O Gloria di tutte le Glorie, in diverse forme calligrafiche, che inviò un po' ovunque. La sua creazione calligrafica più nota è Il Più Grande Nome

## Galleria d'immagini

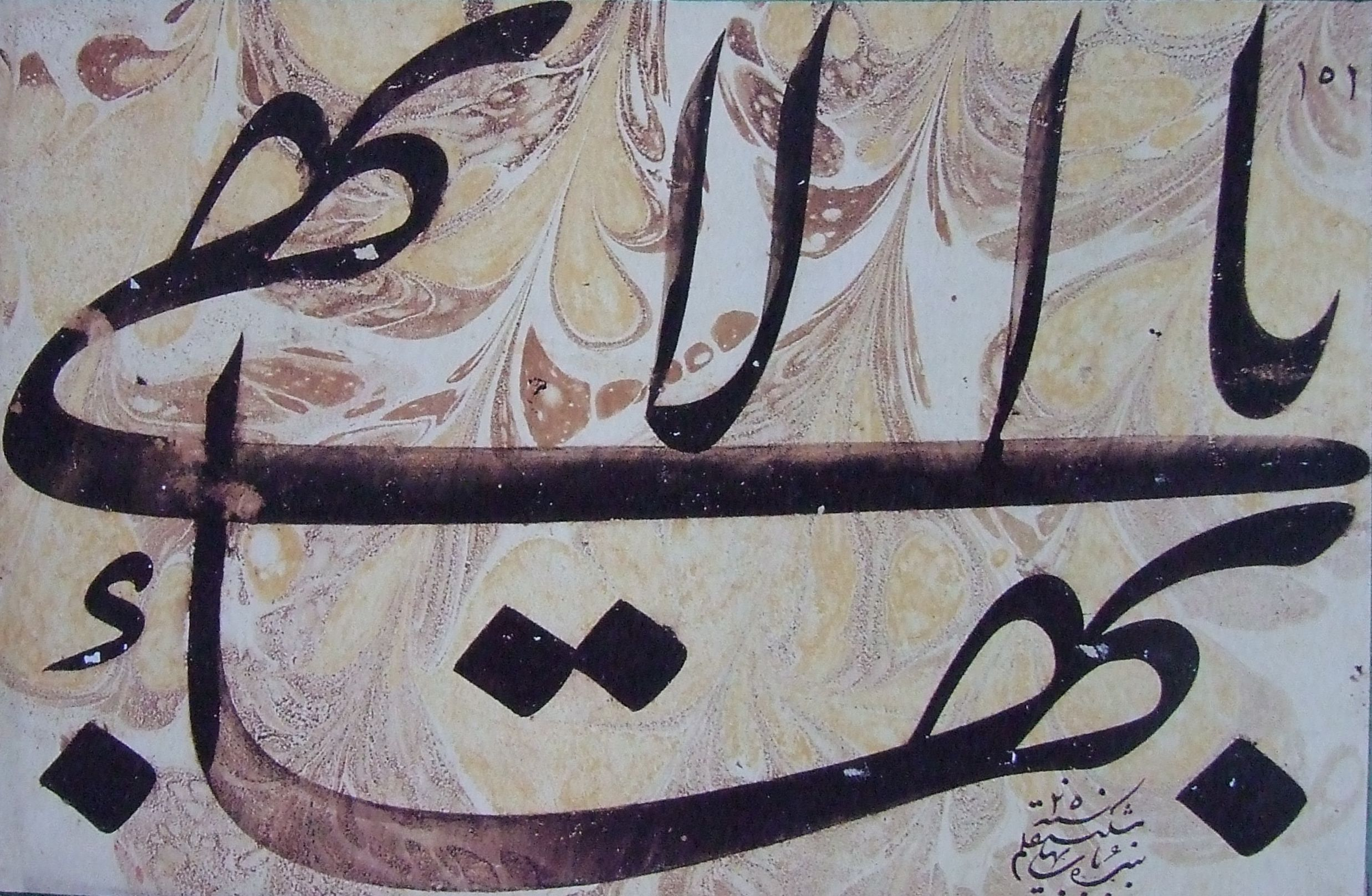
Il Più Grande Nome
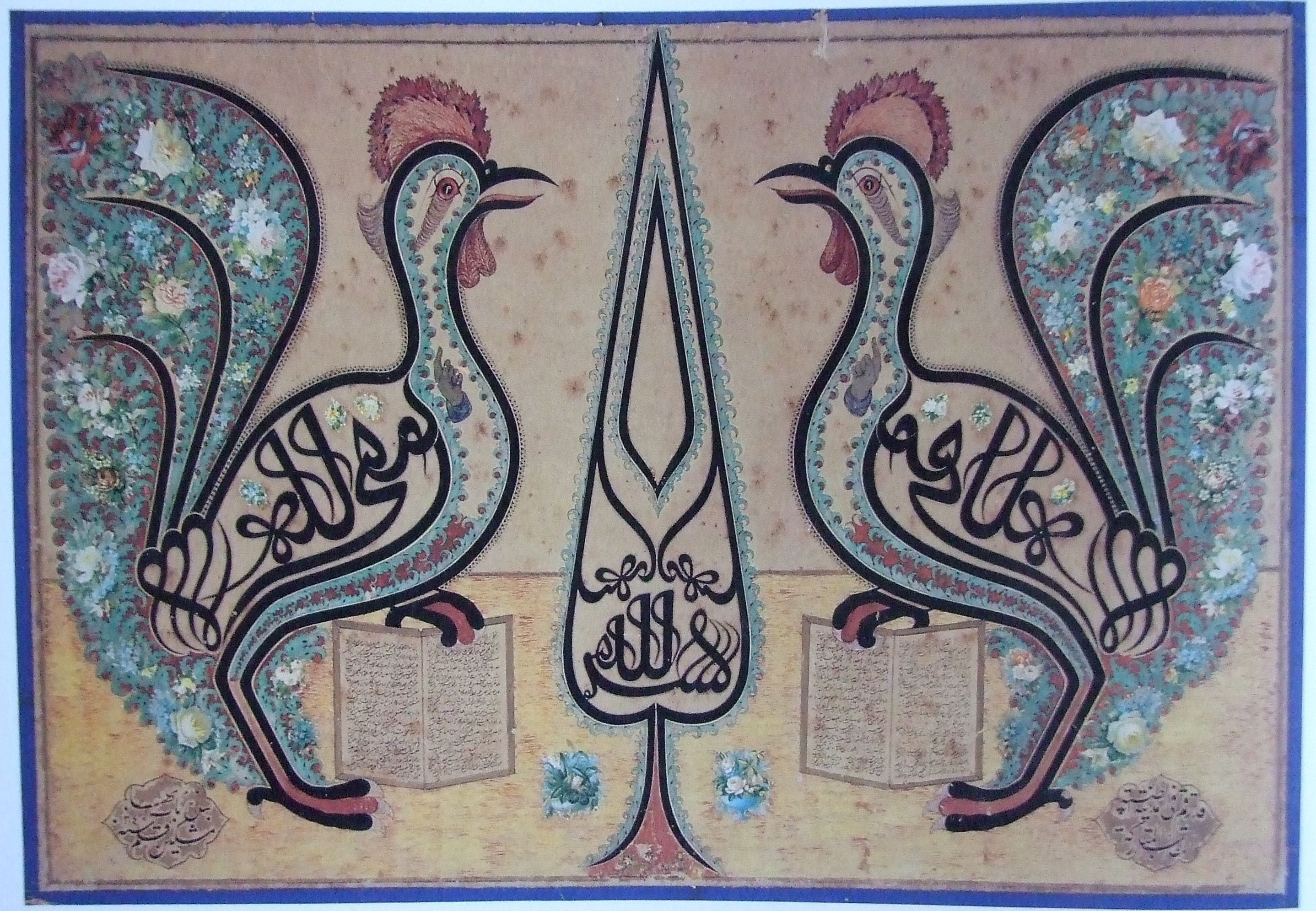
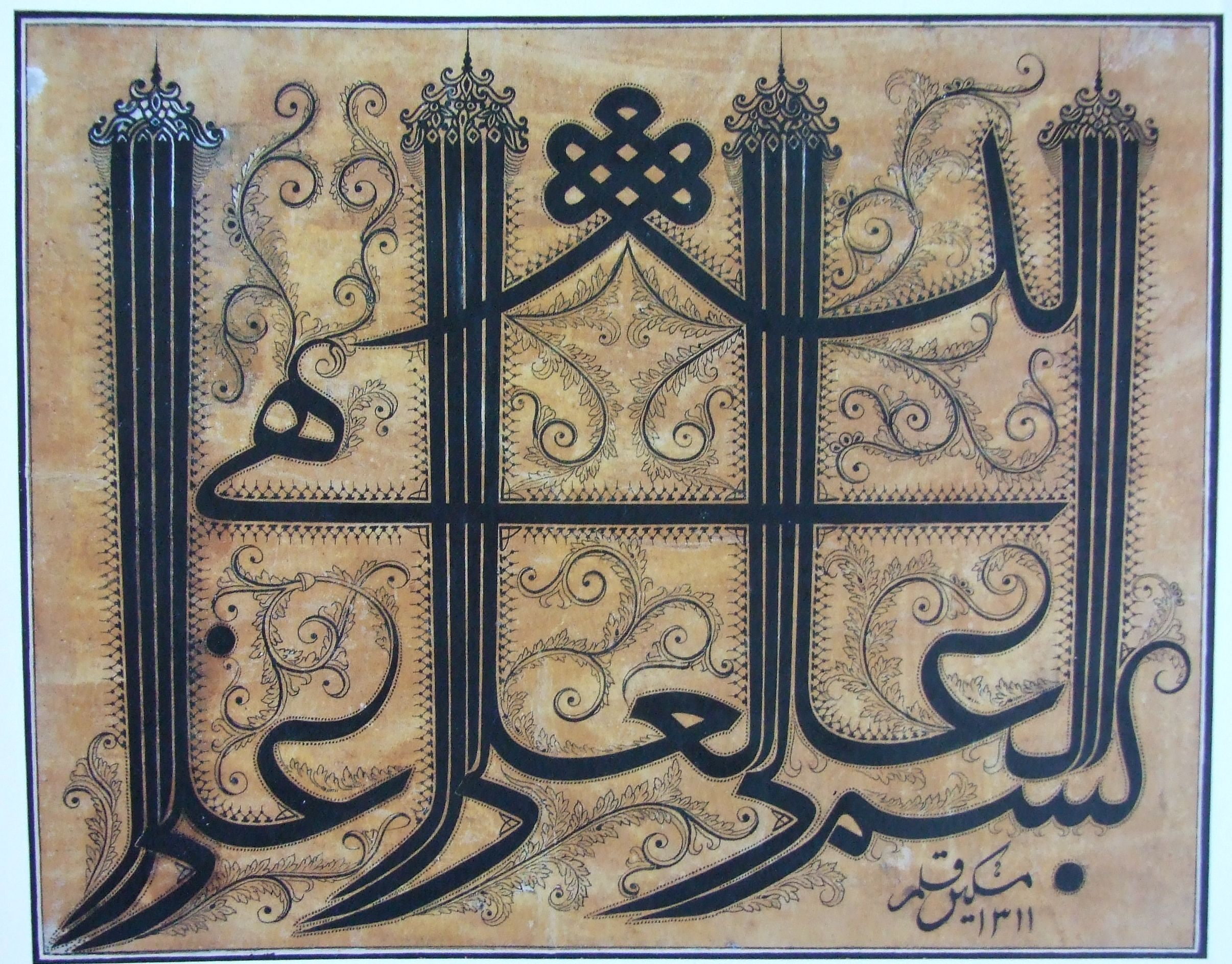
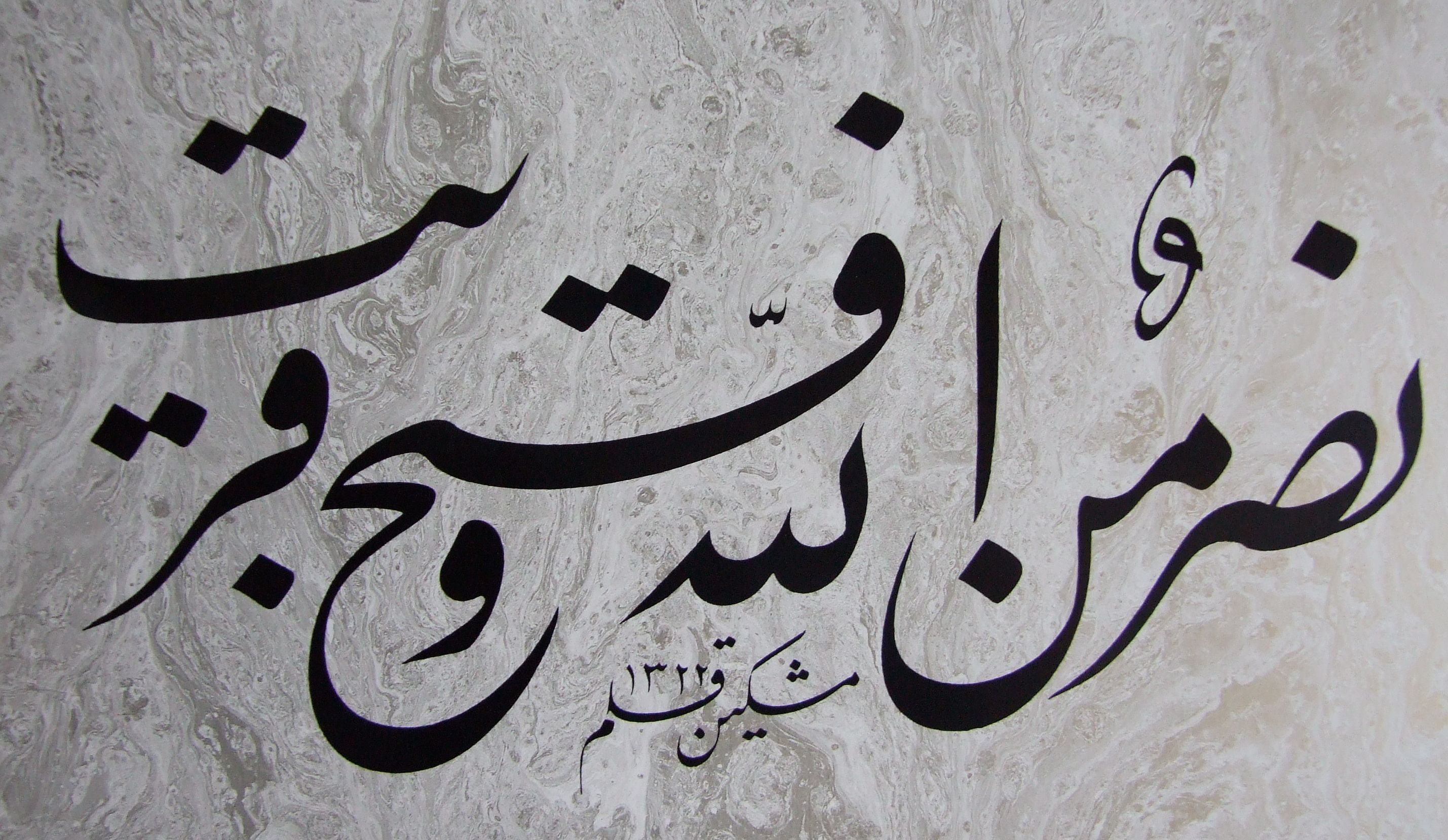
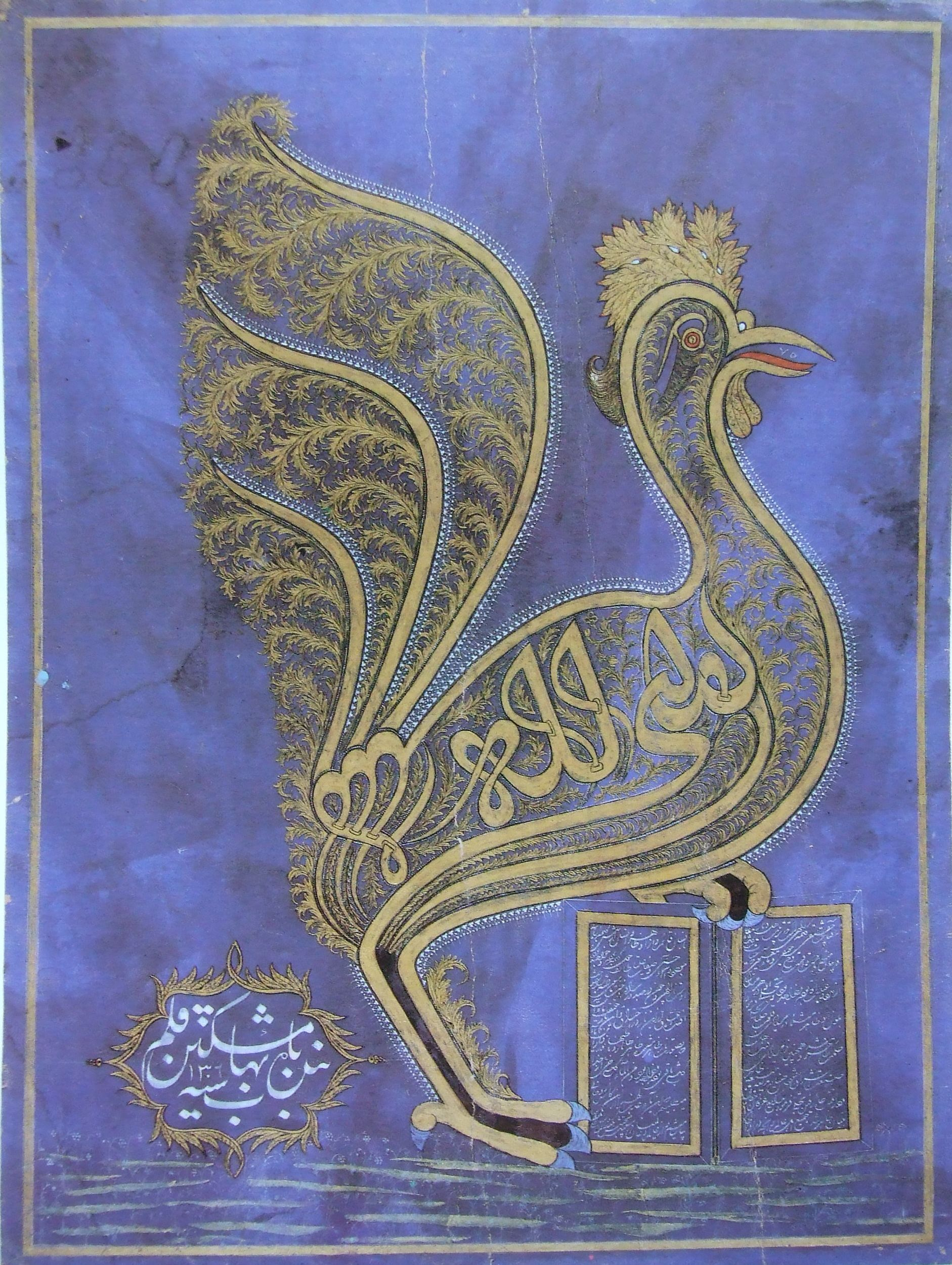
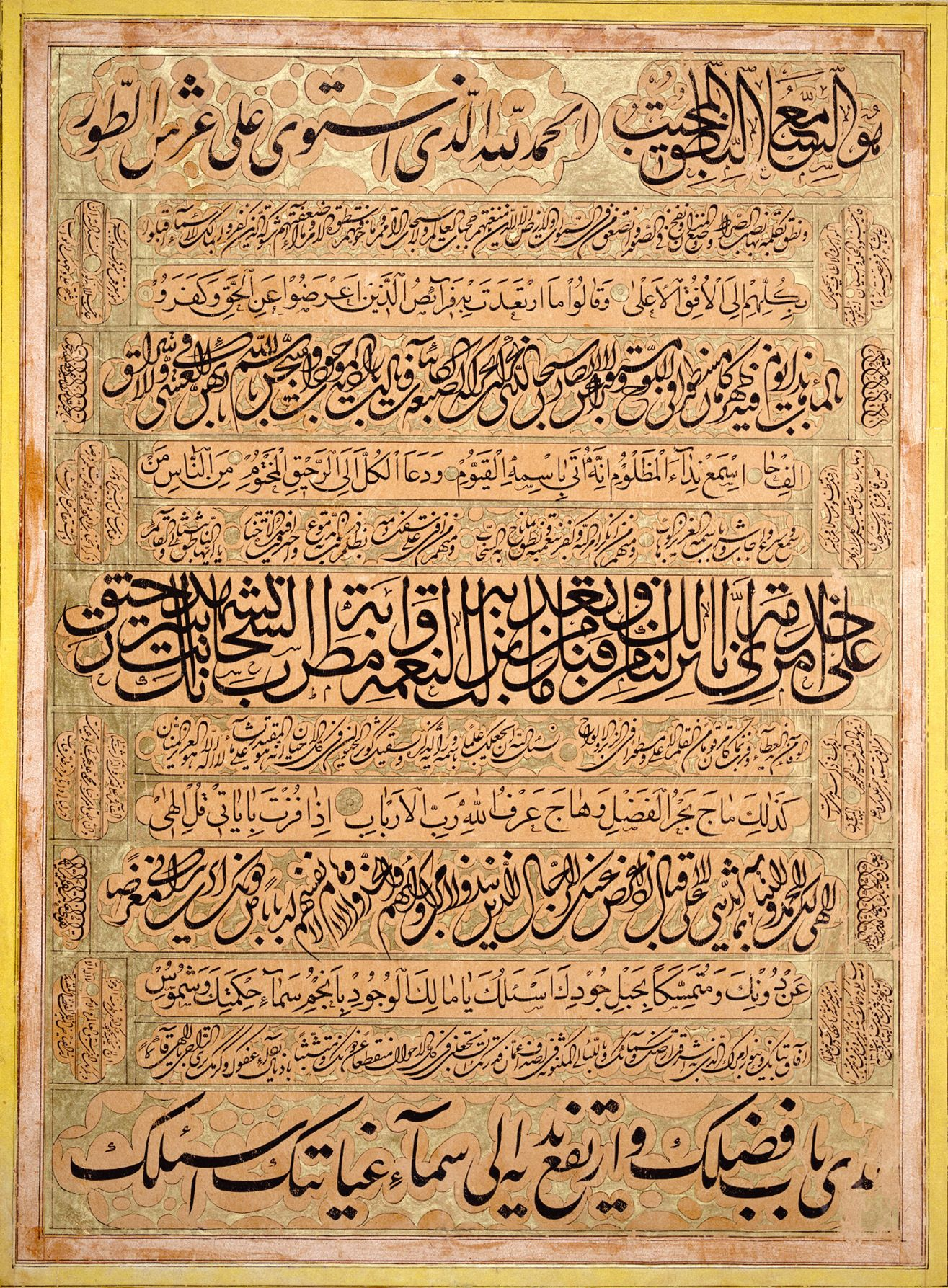
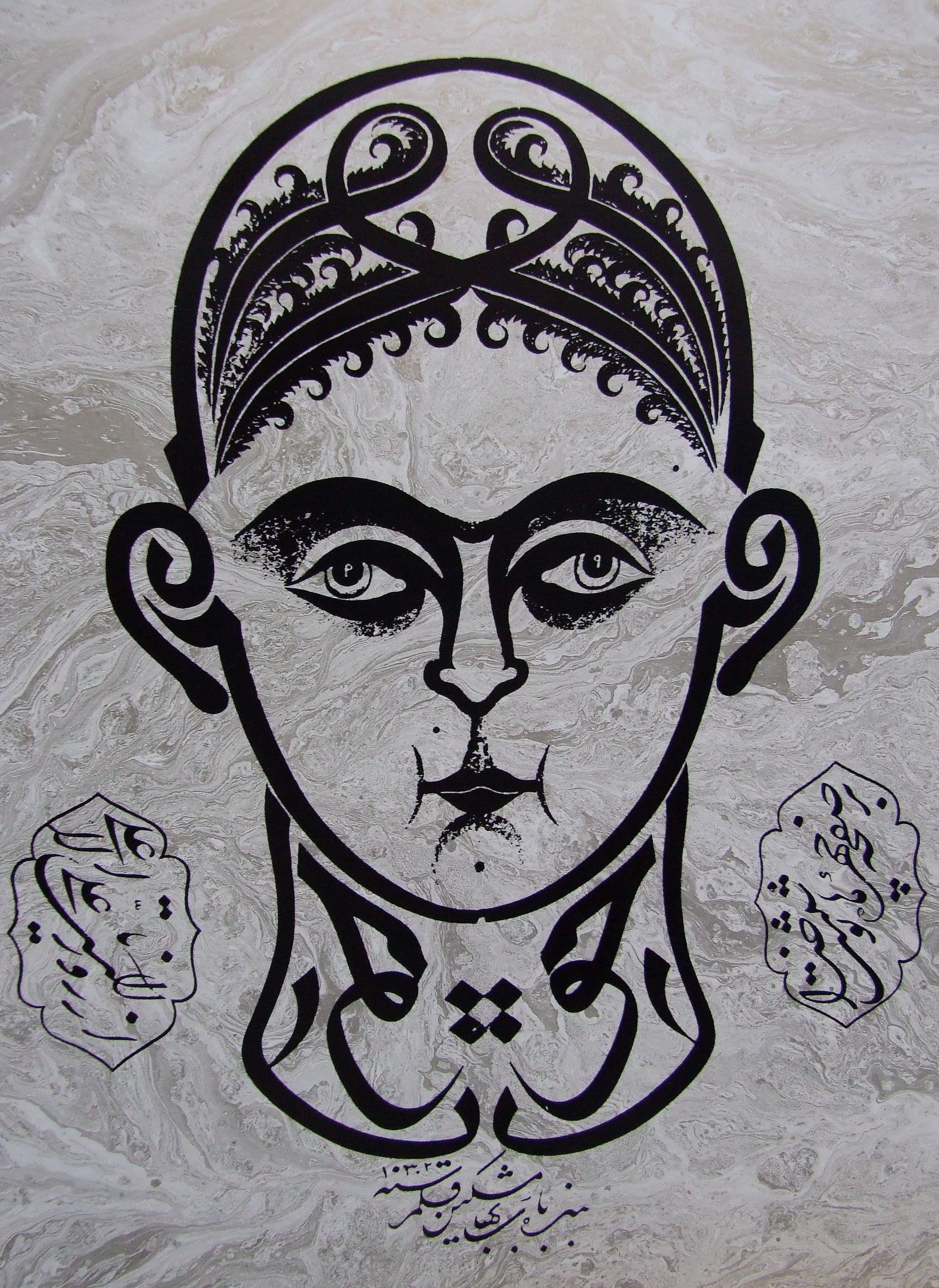
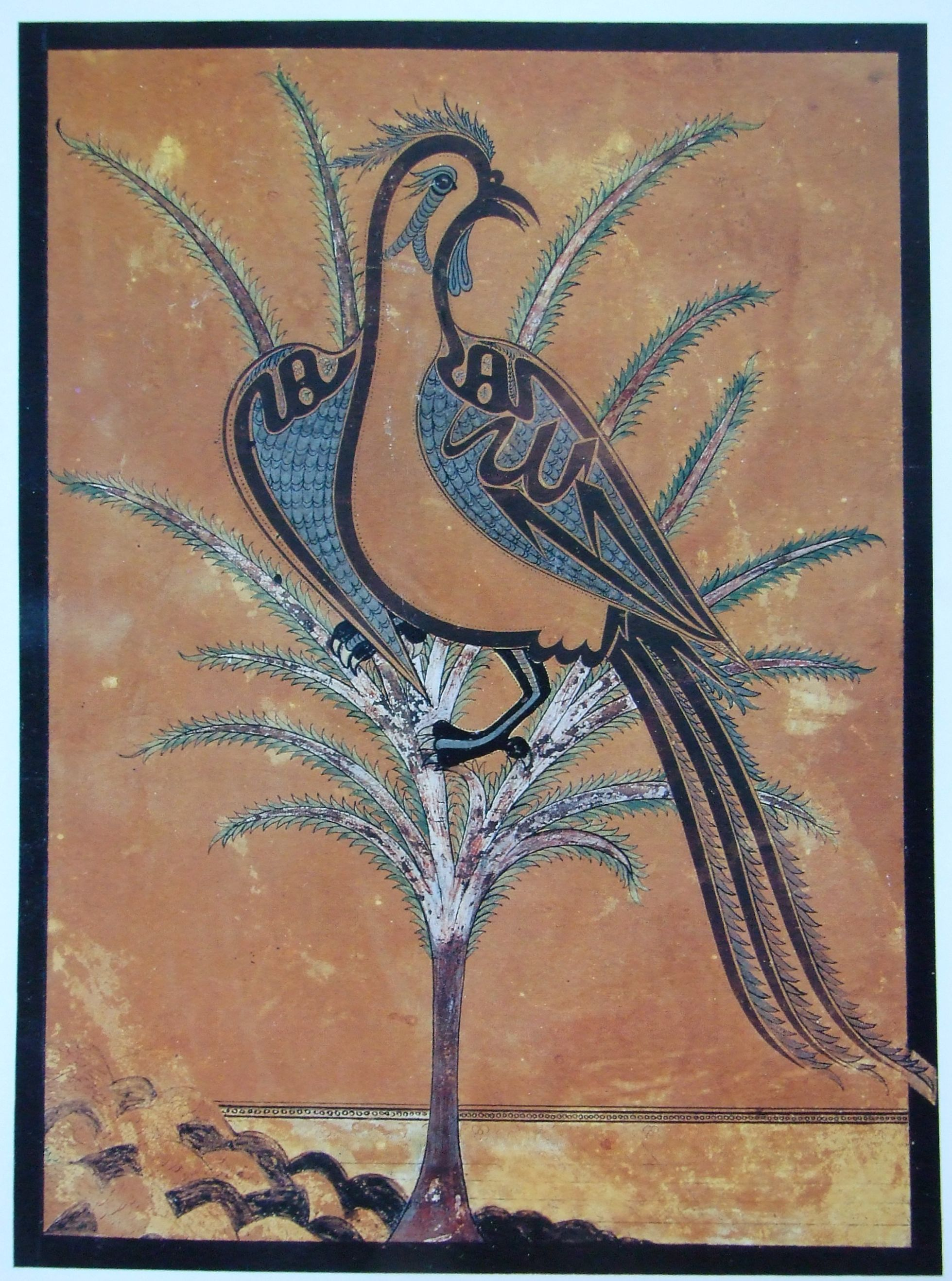